# Rühlerfeld
Rühlerfeld is een plaats in de Duitse gemeente Twist, deelstaat Nedersaksen, en telt ongeveer 950 inwoners.